# Centaurea drabifolia
Centaurea drabifolia — вид рослин роду волошка (Centaurea), з родини айстрових (Asteraceae).

## Опис рослини
Це багаторічна рослина зі здерев'янілим кореневищем, з розетками листя, з кількома майже завжди простими стеблами, 2–25 см, росте жмутками. Листки біло-запушені, від ланцетоподібних до лінійно-ланцетних, цільні, зубчасті або з невеликою кількістю грубих зубів або часток, верхні завжди цілісні. Кластер філаріїв (приквіток) 16–23 × 7–19 мм, майже циліндричний; придатки невеликі, солом'яного або коричневого кольору. Квітки жовті. Сім'янки 5–6 мм; папуси 7–10 мм. Період цвітіння: червень — серпень.

## Середовище проживання
Поширений у Туреччині, пн.-зх. Ірані, Лівані, Сирії.